# Entity
Entity — второй студийный альбом исландской блэк-метал-группы 0, выпущенный 28 августа 2020 года на лейбле Ván Records.

## Отзывы критиков
Альбом получил положительные отзывы от музыкальных критиков. Мориц Грюц из metal1.info пишет: «0 играют тёмный, вдохновлённый думом блэк-метал и очень удачно сочетают тягучие риффы с тоскливым чистым вокалом». RaduP из Metal Storm отметил вокал S.S: «альбом сам по себе эмоционально истощает, но вокал придаёт ему ещё больше уязвимости».

## Список композиций
| №                   | Название                                  | Длительность |
| ------------------- | ----------------------------------------- | ------------ |
| 1.                  | «None»                                    | 8:52         |
| 2.                  | «Reduced Beyond the Point of Renewal»     | 5:10         |
| 3.                  | «Grasping the Outer Hull of the Tangible» | 7:15         |
| 4.                  | «(em)Pathetic»                            | 7:21         |
| 5.                  | «Conjoin the Vacuous»                     | 7:25         |
| 6.                  | «An Idiosyncratic Mirage»                 | 6:14         |
| Общая длительность: | Общая длительность:                       | 42:21        |

## Участники записи
- D.G. — гитара, клавишные
- TMS — ударные
- S.S. — вокал
- Ö.S. — гитара
- H.K.F. — бас-гитара